# Gran Premio di superbike di Assen 2016
Il Gran Premio di superbike di Assen 2016 è stata la quarta prova su tredici del campionato mondiale Superbike 2016, è stato disputato il 16 e 17 aprile sul TT Circuit Assen e in gara 1 ha visto la vittoria di Jonathan Rea davanti a Chaz Davies e Nicky Hayden, lo stesso pilota si è ripetuto anche in gara 2, davanti a Tom Sykes e Michael van der Mark.
La vittoria nella gara valevole per il campionato mondiale Supersport 2016 è stata ottenuta da Kyle Smith.

## Risultati

### Gara 1

#### Arrivati al traguardo

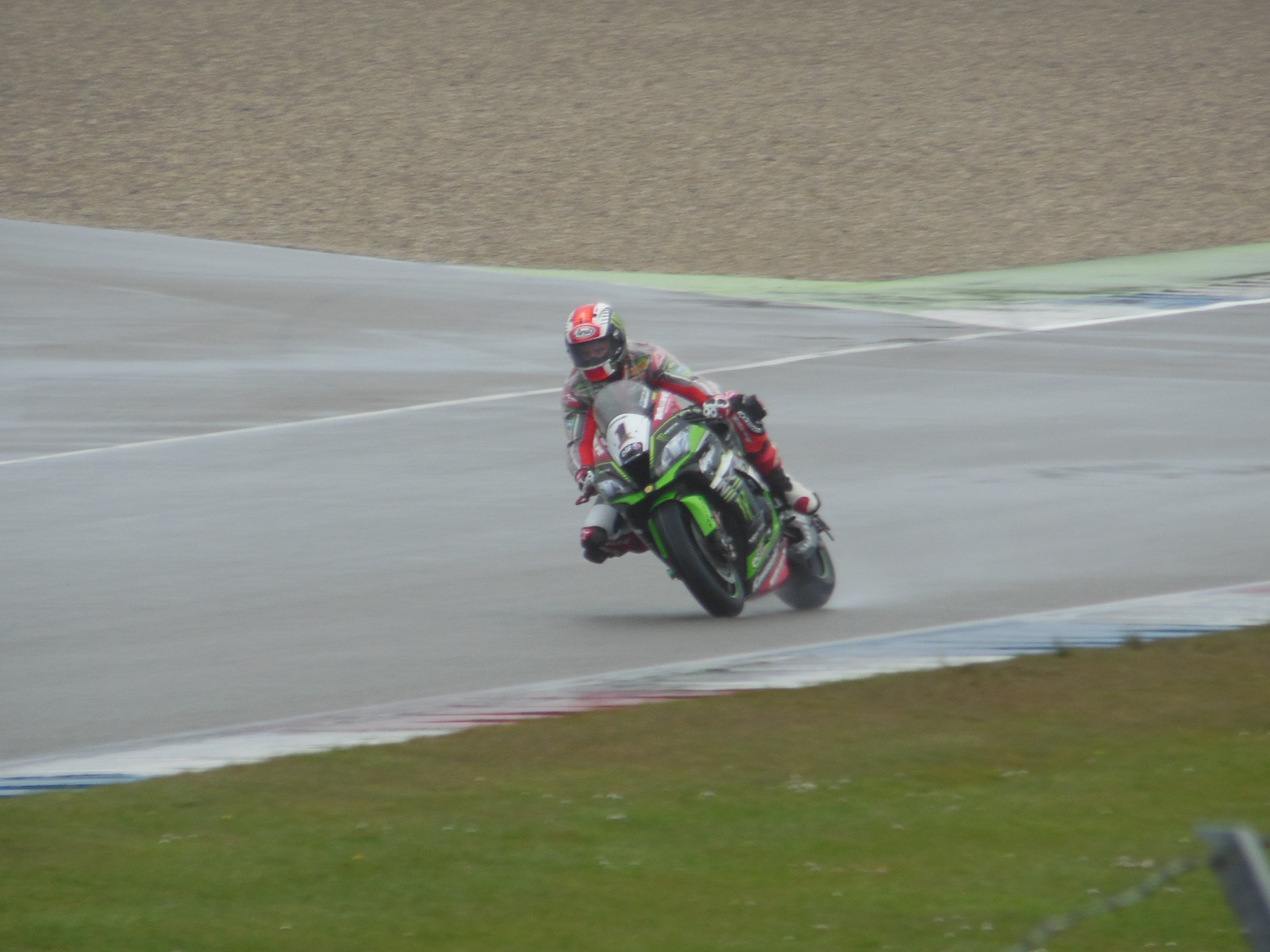
Jonathan Rea, vincitore sia in gara 1 che in gara 2

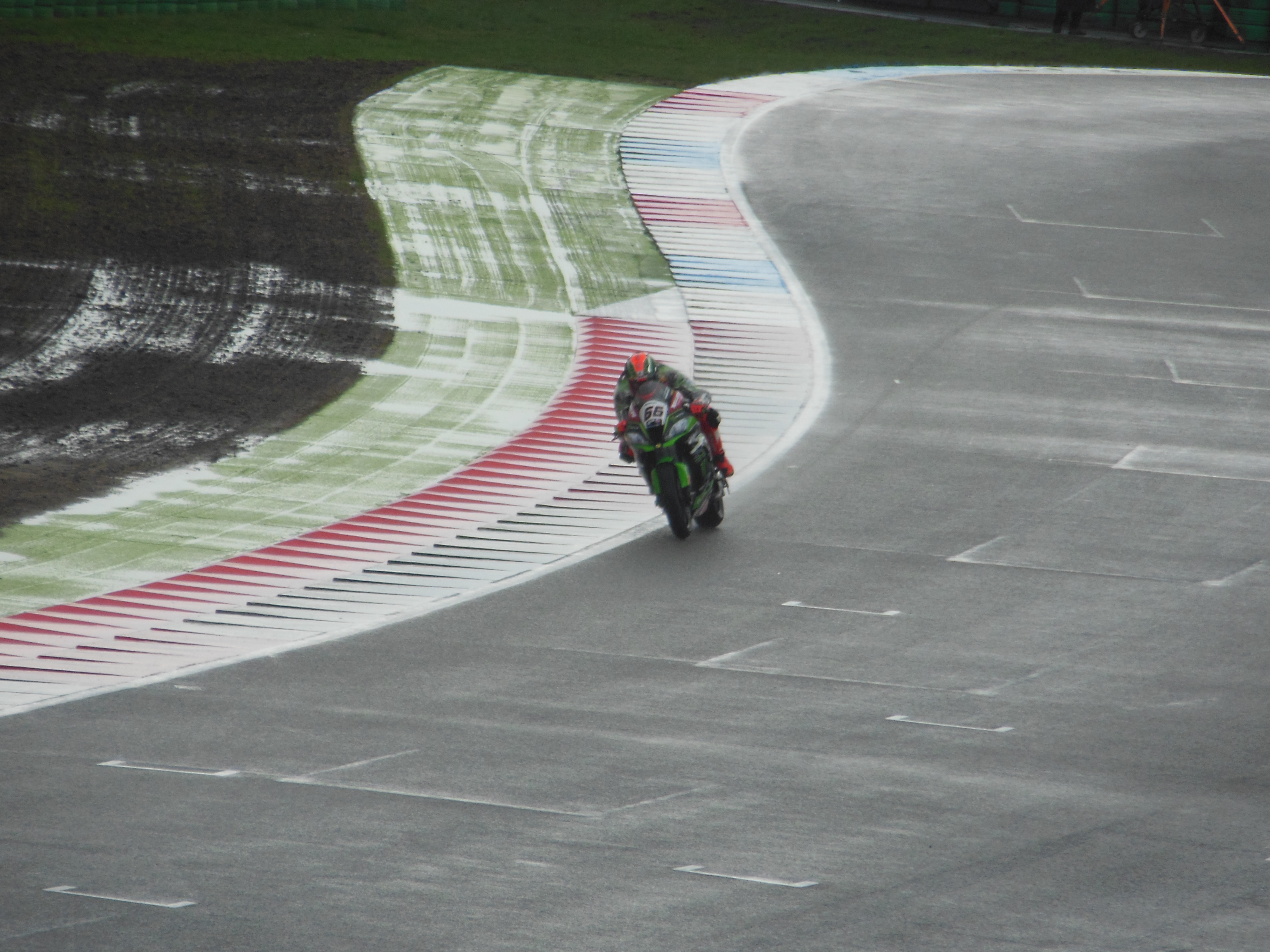
Tom Sykes, secondo in gara 2

| Pos. | Nº  | Pilota              | Squadra                  | Motocicletta       | Giri | Tempo     | Griglia | Punti |
| ---- | --- | ------------------- | ------------------------ | ------------------ | ---- | --------- | ------- | ----- |
| 1º   | 1   | Jonathan Rea        | Kawasaki Racing          | Kawasaki ZX-10R    | 21   | 34'12.542 | 4º      | 25    |
| 2º   | 7   | Chaz Davies         | Aruba.it Racing - Ducati | Ducati Panigale R  | 21   | +1.662    | 6º      | 20    |
| 3º   | 69  | Nicky Hayden        | Honda World Superbike    | Honda CBR1000RR SP | 21   | +5.365    | 10º     | 16    |
| 4º   | 2   | Leon Camier         | MV Agusta Reparto Corse  | MV Agusta 1000 F4  | 21   | +15.542   | 13º     | 13    |
| 5º   | 81  | Jordi Torres        | Althea BMW Racing        | BMW S1000 RR       | 21   | +16.922   | 9º      | 11    |
| 6º   | 32  | Lorenzo Savadori    | IodaRacing               | Aprilia RSV4 RF    | 21   | +22.460   | 11º     | 10    |
| 7º   | 21  | Markus Reiterberger | Althea BMW Racing        | BMW S1000 RR       | 21   | +23.909   | 7º      | 9     |
| 8º   | 22  | Alex Lowes          | Pata Yamaha              | Yamaha YZF R1      | 21   | +29.893   | 12º     | 8     |
| 9º   | 40  | Román Ramos         | Team GoEleven            | Kawasaki ZX-10R    | 21   | +41.910   | 18º     | 7     |
| 10º  | 44  | Lucas Mahias        | Pedercini Racing         | Kawasaki ZX-10R    | 21   | +48.323   | 17º     | 6     |
| 11º  | 25  | Joshua Brookes      | Milwaukee BMW            | BMW S1000 RR       | 21   | +53.638   | 14º     | 5     |
| 12º  | 15  | Alex De Angelis     | IodaRacing               | Aprilia RSV4 RF    | 21   | +56.322   | 16º     | 4     |
| 13º  | 12  | Javier Forés        | Barni Racing             | Ducati Panigale R  | 21   | +1'03.741 | 8º      | 3     |
| 14º  | 151 | Matteo Baiocco      | VFT Racing               | Ducati Panigale R  | 21   | +1'14.792 | 15º     | 2     |
| 15º  | 94  | Matthieu Lussiana   | Team ASPI                | BMW S1000 RR       | 21   | +1'38.485 | 19º     | 1     |
| 16º  | 16  | Joshua Hook         | Grillini Racing          | Kawasaki ZX-10R    | 20   | +1 giro   | 21º     |       |
| 17º  | 119 | Paweł Szkopek       | Team Tóth                | Yamaha YZF R1      | 20   | +1 giro   | 20º     |       |

#### Ritirati
| Nº | Pilota               | Squadra                  | Motocicletta       | Giri | Griglia |
| -- | -------------------- | ------------------------ | ------------------ | ---- | ------- |
| 60 | Michael van der Mark | Honda World Superbike    | Honda CBR1000RR SP | 19   | 5º      |
| 17 | Karel Abraham        | Milwaukee BMW            | BMW S1000 RR       | 12   | 22º     |
| 34 | Davide Giugliano     | Aruba.it Racing - Ducati | Ducati Panigale R  | 11   | 3º      |
| 66 | Tom Sykes            | Kawasaki Racing          | Kawasaki ZX-10R    | 8    | 1º      |
| 50 | Sylvain Guintoli     | Pata Yamaha              | Yamaha YZF R1      | 4    | 2º      |

### Gara 2

#### Arrivati al traguardo
| Pos. | Nº  | Pilota               | Squadra                  | Motocicletta       | Giri | Tempo     | Griglia | Punti |
| ---- | --- | -------------------- | ------------------------ | ------------------ | ---- | --------- | ------- | ----- |
| 1º   | 1   | Jonathan Rea         | Kawasaki Racing          | Kawasaki ZX-10R    | 21   | 38'02.779 | 4º      | 25    |
| 2º   | 66  | Tom Sykes            | Kawasaki Racing          | Kawasaki ZX-10R    | 21   | +2.442    | 1º      | 20    |
| 3º   | 60  | Michael van der Mark | Honda World Superbike    | Honda CBR1000RR SP | 21   | +15.189   | 5º      | 16    |
| 4º   | 32  | Lorenzo Savadori     | IodaRacing               | Aprilia RSV4 RF    | 21   | +25.507   | 11º     | 13    |
| 5º   | 7   | Chaz Davies          | Aruba.it Racing - Ducati | Ducati Panigale R  | 21   | +30.853   | 6º      | 11    |
| 6º   | 69  | Nicky Hayden         | Honda World Superbike    | Honda CBR1000RR SP | 21   | +36.458   | 10º     | 10    |
| 7º   | 22  | Alex Lowes           | Pata Yamaha              | Yamaha YZF R1      | 21   | +39.263   | 12º     | 9     |
| 8º   | 34  | Davide Giugliano     | Aruba.it Racing - Ducati | Ducati Panigale R  | 21   | +46.789   | 3º      | 8     |
| 9º   | 2   | Leon Camier          | MV Agusta Reparto Corse  | MV Agusta 1000 F4  | 21   | +1'05.023 | 13º     | 7     |
| 10º  | 12  | Javier Forés         | Barni Racing             | Ducati Panigale R  | 21   | +1'05.468 | 8º      | 6     |
| 11º  | 50  | Sylvain Guintoli     | Pata Yamaha              | Yamaha YZF R1      | 21   | +1'24.948 | 2º      | 5     |
| 12º  | 40  | Román Ramos          | Team GoEleven            | Kawasaki ZX-10R    | 21   | +1'35.035 | 18º     | 4     |
| 13º  | 44  | Lucas Mahias         | Pedercini Racing         | Kawasaki ZX-10R    | 20   | +1 giro   | 17º     | 3     |
| 14º  | 17  | Karel Abraham        | Milwaukee BMW            | BMW S1000 RR       | 20   | +1 giro   | 22º     | 2     |
| 15º  | 81  | Jordi Torres         | Althea BMW Racing        | BMW S1000 RR       | 20   | +1 giro   | 9º      | 1     |
| 16º  | 21  | Markus Reiterberger  | Althea BMW Racing        | BMW S1000 RR       | 20   | +1 giro   | 7º      |       |
| 17º  | 94  | Matthieu Lussiana    | Team ASPI                | BMW S1000 RR       | 20   | +1 giro   | 19º     |       |
| 18º  | 119 | Paweł Szkopek        | Team Tóth                | Yamaha YZF R1      | 20   | +1 giro   | 20º     |       |
| 19º  | 56  | Péter Sebestyén      | Team Tóth                | Yamaha YZF R1      | 19   | +2 giri   |         |       |
| 20º  | 9   | Dominic Schmitter    | Grillini Racing          | Kawasaki ZX-10R    | 19   | +2 giri   |         |       |

#### Ritirati
| Nº  | Pilota         | Squadra       | Motocicletta      | Giri | Griglia |
| --- | -------------- | ------------- | ----------------- | ---- | ------- |
| 25  | Joshua Brookes | Milwaukee BMW | BMW S1000 RR      | 12   | 14º     |
| 151 | Matteo Baiocco | VFT Racing    | Ducati Panigale R | 10   | 15º     |

#### Non partito
| Nº | Pilota      | Squadra         | Motocicletta    |
| -- | ----------- | --------------- | --------------- |
| 16 | Joshua Hook | Grillini Racing | Kawasaki ZX-10R |

### Supersport
La gara della Supersport è stata effettuata in due manches; a causa dell'arrivo della pioggia la gara è stata interrotta con la bandiera rossa dopo aver completato 8 giri, in seguito è ripartita sulla distanza di ulteriori 6 giri.

#### Arrivati al traguardo
| Pos. | Nº  | Pilota              | Squadra                         | Motocicletta        | Giri | Tempo     | Griglia | Punti |
| ---- | --- | ------------------- | ------------------------------- | ------------------- | ---- | --------- | ------- | ----- |
| 1º   | 111 | Kyle Smith          | CIA Landlord Insurance Honda    | Honda CBR600RR      | 6    | 12'17.543 | 6º      | 25    |
| 2º   | 4   | Gino Rea            | GRT Racing                      | MV Agusta F3 675    | 6    | +0.831    | 8º      | 20    |
| 3º   | 1   | Kenan Sofuoğlu      | Kawasaki Puccetti Racing        | Kawasaki ZX-6R      | 6    | +2.424    | 3º      | 16    |
| 4º   | 21  | Randy Krummenacher  | Kawasaki Puccetti Racing        | Kawasaki ZX-6R      | 6    | +8.255    | 1º      | 13    |
| 5º   | 25  | Alex Baldolini      | Race Department ATK#25          | MV Agusta F3 675    | 6    | +26.801   | 5º      | 11    |
| 6º   | 55  | Ilya Mikhalchik     | DS Junior                       | Kawasaki ZX-6R      | 6    | +36.940   | 11º     | 10    |
| 7º   | 86  | Ayrton Badovini     | Gemar Balloons - Team Lorini    | Honda CBR600RR      | 6    | +42.670   | 14º     | 9     |
| 8º   | 47  | Axel Bassani        | San Carlo Team Italia           | Kawasaki ZX-6R      | 6    | +42.971   | 23º     | 8     |
| 9º   | 69  | Ondřej Ježek        | Team GoEleven                   | Kawasaki ZX-6R      | 6    | +44.025   | 7º      | 7     |
| 10º  | 11  | Christian Gamarino  | Team GoEleven                   | Kawasaki ZX-6R      | 6    | +44.321   | 17º     | 6     |
| 11º  | 64  | Federico Caricasulo | Bardahl Evan Bros. Honda Racing | Honda CBR600RR      | 6    | +44.537   | 19º     | 5     |
| 12º  | 81  | Luke Stapleford     | Profile Racing                  | Triumph Daytona 675 | 6    | +44.887   | 2º      | 4     |
| 13º  | 88  | Nicolás Terol       | Schmidt Racing                  | MV Agusta F3 675    | 6    | +45.911   | 13º     | 3     |
| 14º  | 77  | Kyle Ryde           | Ranieri Med - SC Racing         | Yamaha YZF R6       | 6    | +46.237   | 20º     | 2     |
| 15º  | 23  | Cédric Tangre       | Yohann Moto Sport               | Suzuki GSX-R600     | 6    | +48.798   |         | 1     |
| 16º  | 19  | Kevin Wahr          | Gemar Balloons - Team Lorini    | Honda CBR600RR      | 6    | +49.784   | 10º     |       |
| 17º  | 51  | Bryan Schouten      | MVR-Racing                      | Yamaha YZF R6       | 6    | +50.202   | 22º     |       |
| 18º  | 16  | Jules Cluzel        | MV Agusta Reparto Corse         | MV Agusta F3 675    | 6    | +51.046   | 12º     |       |
| 19º  | 61  | Alessandro Zaccone  | San Carlo Team Italia           | Kawasaki ZX-6R      | 6    | +53.707   | 15º     |       |
| 20º  | 63  | Zulfahmi Khairuddin | Orelac Racing VerdNatura        | Kawasaki ZX-6R      | 6    | +1'01.468 | 21º     |       |
| 21º  | 119 | János Chrobák       | Schmidt Racing                  | MV Agusta F3 675    | 6    | +1'04.089 | 27º     |       |
| 22º  | 44  | Roberto Rolfo       | Factory Vamag                   | MV Agusta F3 675    | 6    | +1'07.198 | 16º     |       |
| 23º  | 6   | Davide Stirpe       | Scuderia Maranga Racing         | Kawasaki ZX-6R      | 6    | +1'16.187 | 18º     |       |
| 24º  | 78  | Hikari Ōkubo        | CIA Landlord Insurance Honda    | Honda CBR600RR      | 6    | +1'16.278 | 26º     |       |
| 25º  | 71  | Christoffer Bergman | CIA Landlord Insurance Honda    | Honda CBR600RR      | 6    | +1'18.937 | 24º     |       |
| 26º  | 10  | Nacho Calero        | Orelac Racing VerdNatura        | Kawasaki ZX-6R      | 6    | +1'25.070 |         |       |
| 27º  | 84  | Loris Cresson       | MTM / HS Kawasaki               | Kawasaki ZX-6R      | 6    | +1'27.952 |         |       |
| 28º  | 12  | Christopher Gobbi   | VFT Racing                      | Yamaha YZF R6       | 6    | +1'34.234 |         |       |
| 29º  | 87  | Lorenzo Zanetti     | MV Agusta Reparto Corse         | MV Agusta F3 675    | 6    | +1'46.736 | 9º      |       |
| 30º  | 35  | Stefan Hill         | CIA Landlord Insurance Honda    | Honda CBR600RR      | 5    | +1 giro   | 28º     |       |

#### Ritirati
| Nº | Pilota                | Squadra                | Motocicletta   | Giri | Griglia |
| -- | --------------------- | ---------------------- | -------------- | ---- | ------- |
| 2  | Patrick Jacobsen      | Honda World Supersport | Honda CBR600RR | 4    | 4º      |
| 74 | Jaimie van Sikkelerus | Start Racing           | Yamaha YZF R6  | 2    | 25º     |